# Gmina Kose
Gmina Kose (est. Kose vald) – gmina wiejska w Estonii, w prowincji Harju.
W skład gminy wchodzą:
- 3 miasteczka: Kose, Ravila, Kose-Uuemõisa
- 22 wsie: Ahisilla, Kanavere, Karla, Kata, Kolu, Krei, Kuivajõe, Liiva, Nõmbra, Nõrava, Oru, Palvere, Raveliku, Saula, Sõmeru, Tade, Tammiku, Tuhala, Vardja, Vilama, Viskla, Võlle.

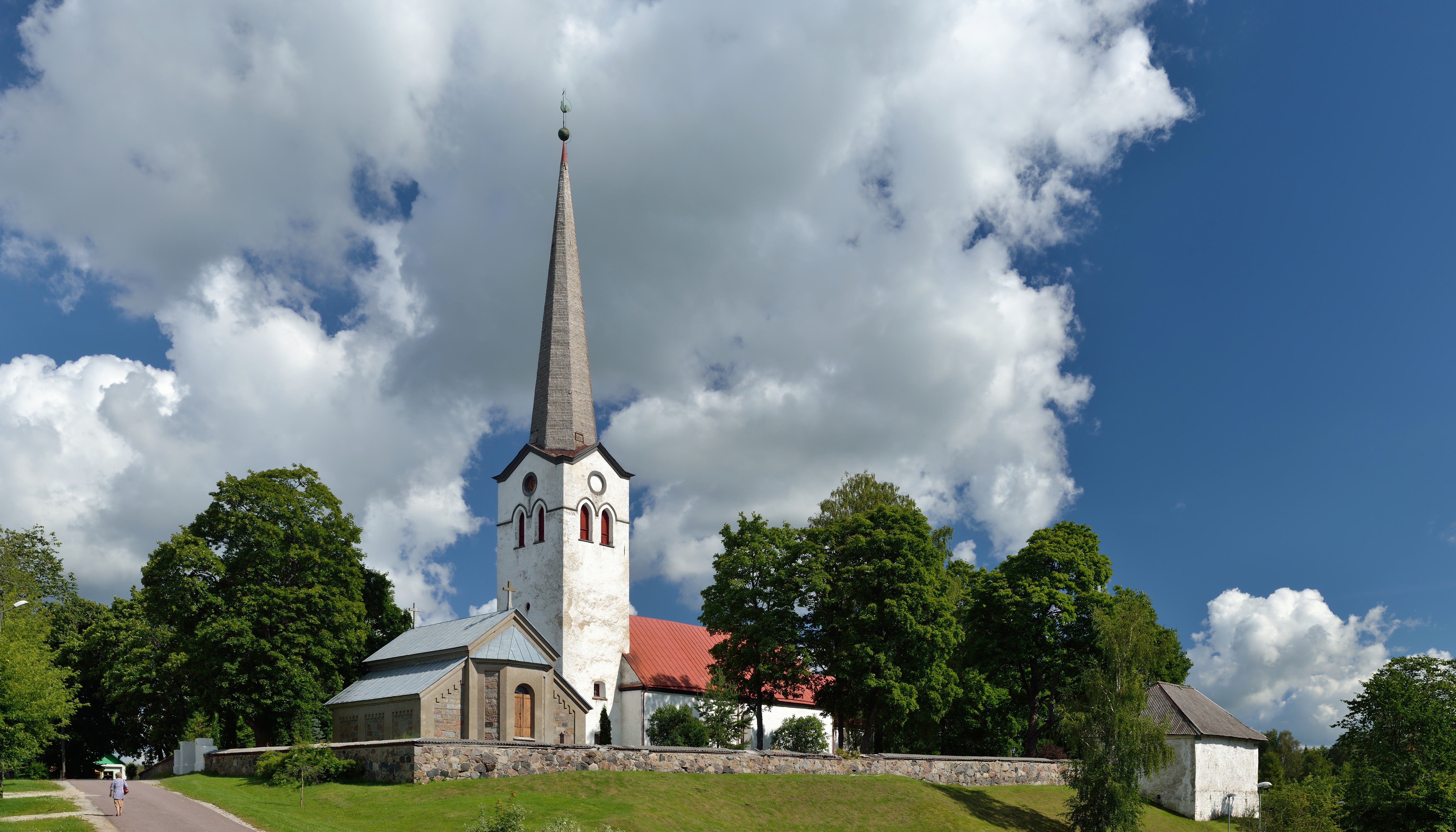
Kose
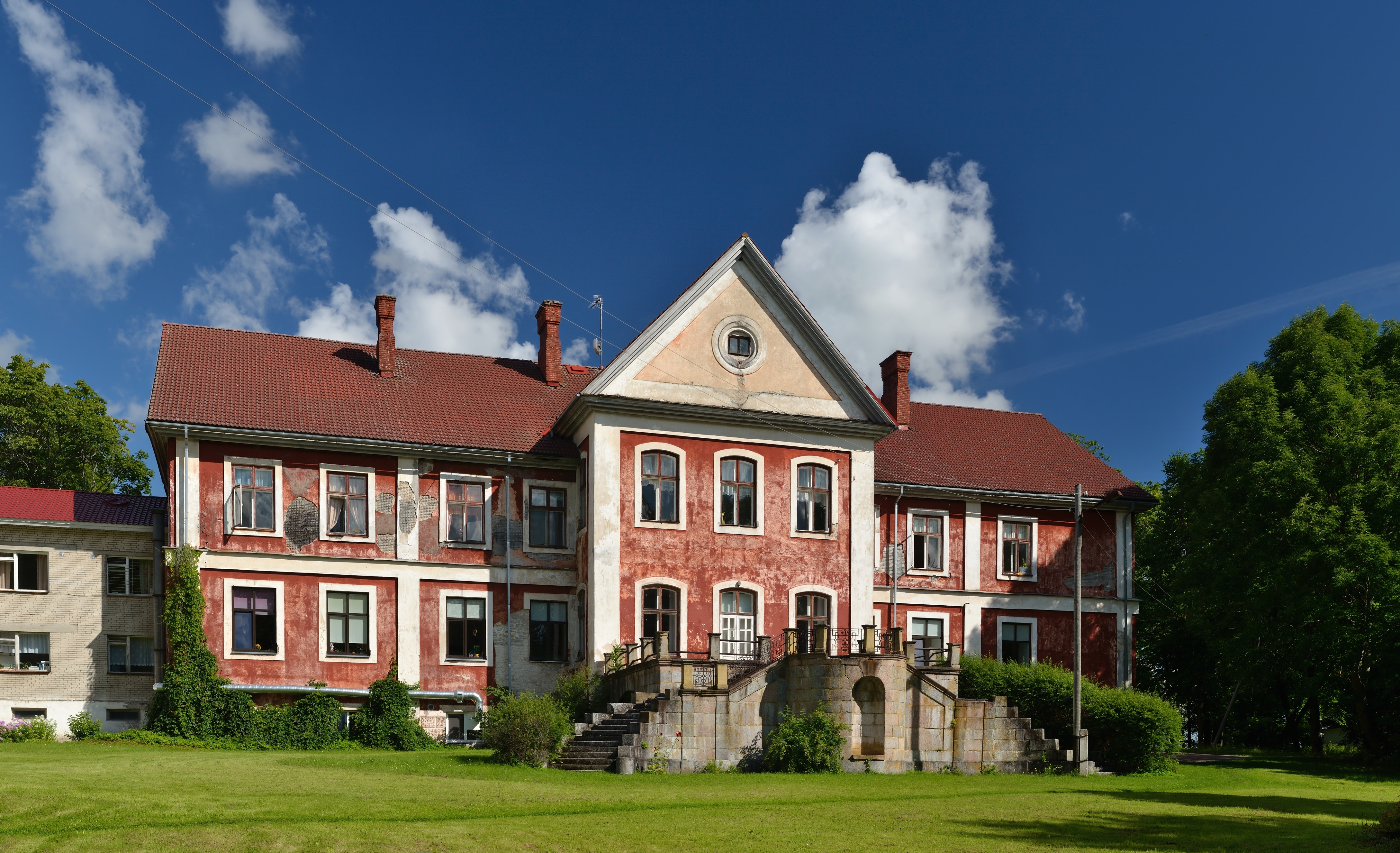
Ravila
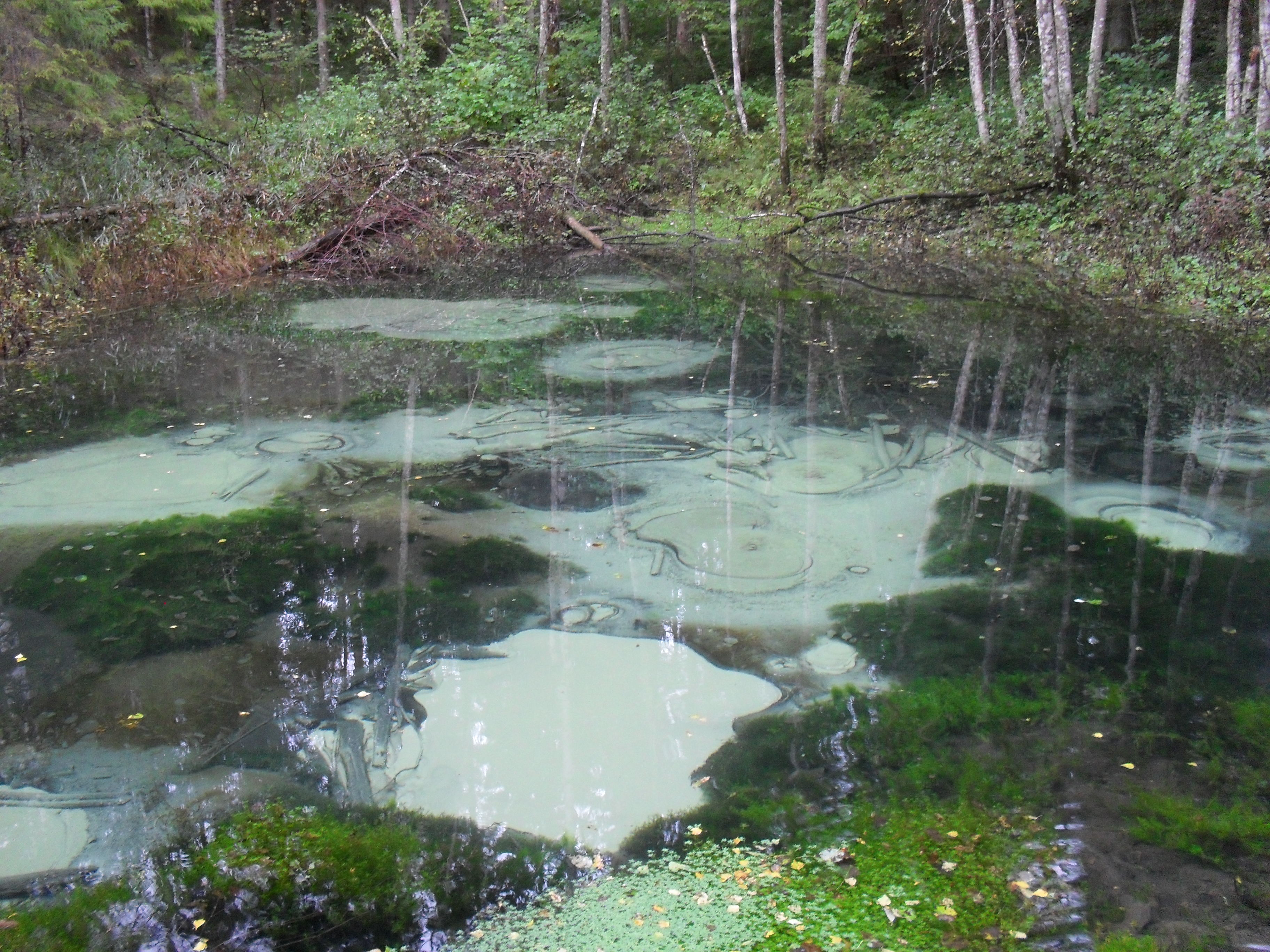
Saula
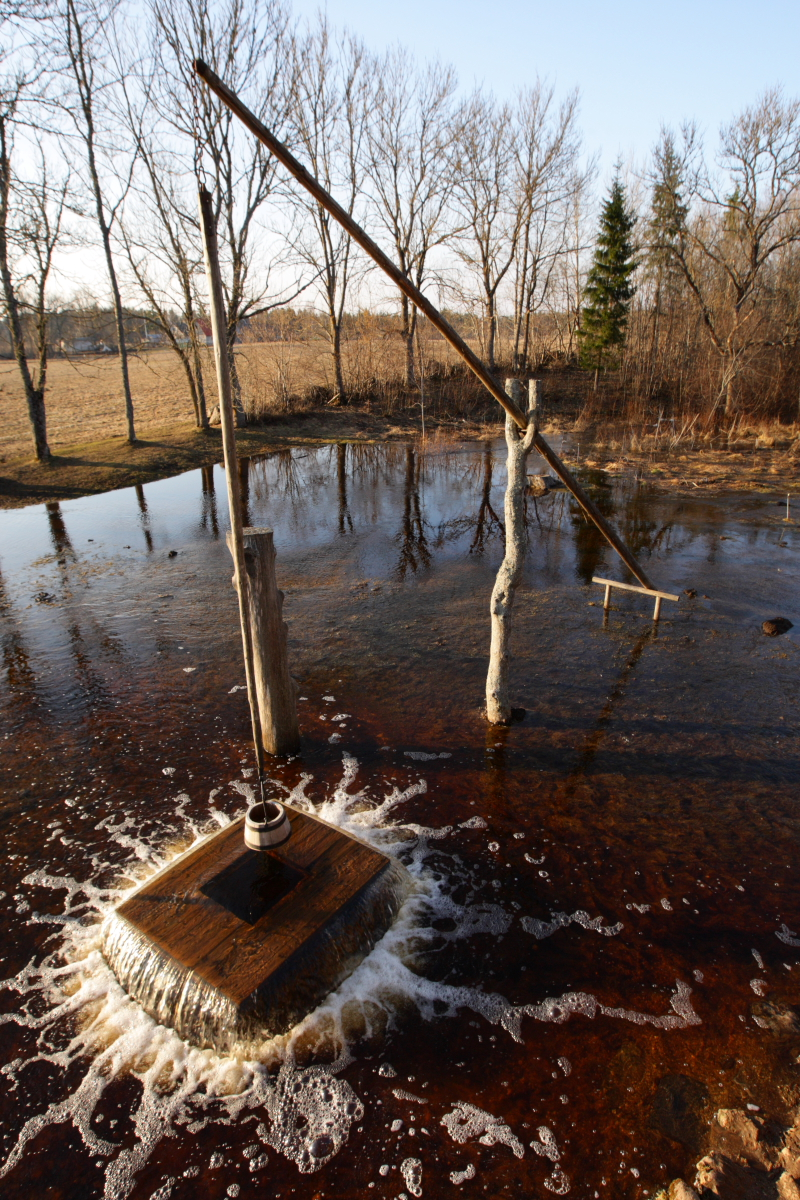
Tuhala
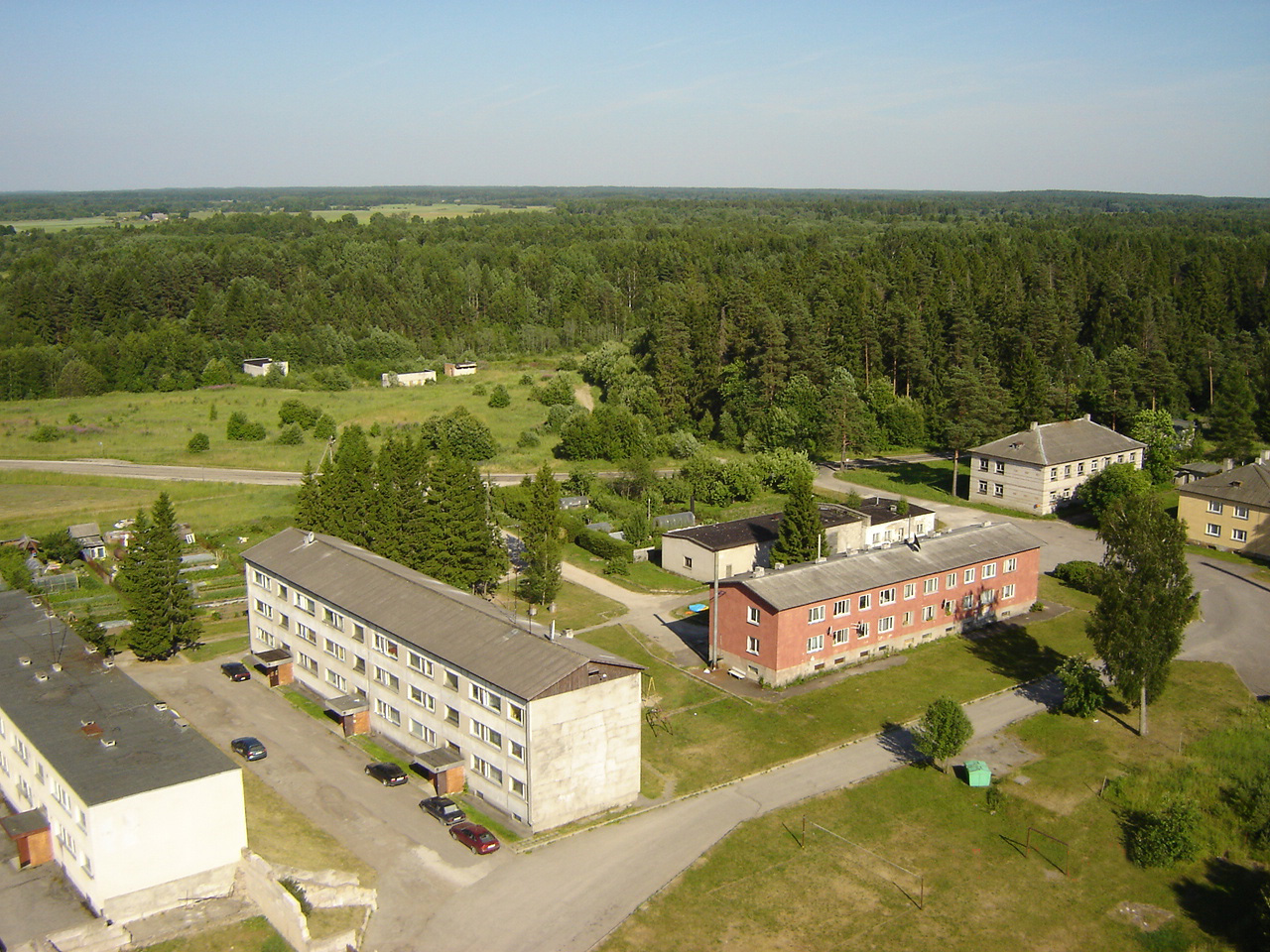
Vardja
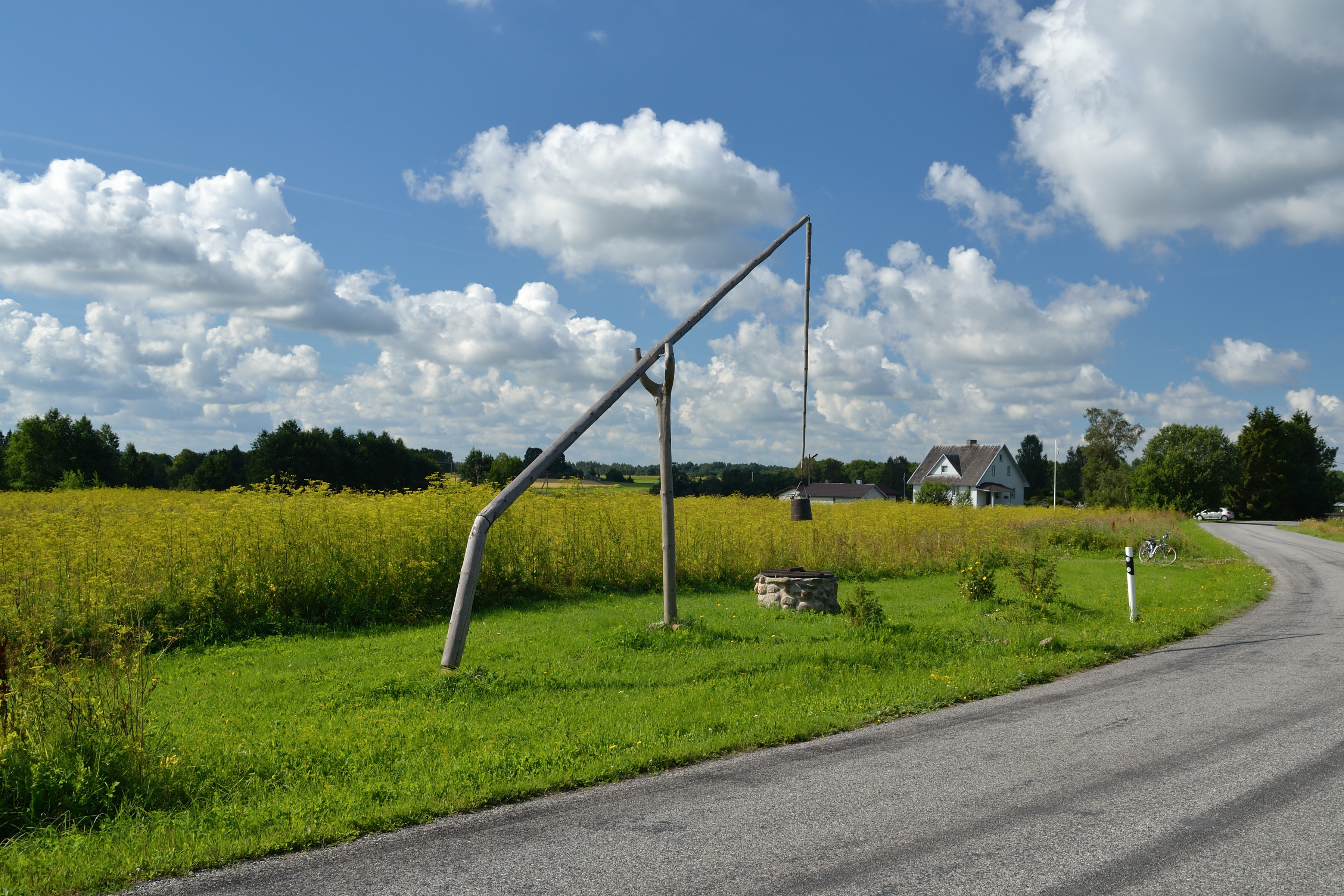
Võlle